# ویکتور باربرا
ویکتور باربرا (انگلیسی: Víctor Barberá؛ زادهٔ ۲۰ اوت ۲۰۰۴) بازیکن فوتبال اهل اسپانیا است که در حال حاضر برای باشگاه فوتبال بارسلونا اتلتیک در پست مهاجم بازی می‌کند. 
از باشگاه‌هایی که در آن بازی کرده است می‌توان به باشگاه فوتبال بارسلونا اتلتیک و باشگاه فوتبال بارسلونا اشاره کرد.
وی همچنین در تیم ملی فوتبال زیر ۱۹ سال اسپانیا بازی کرده است.